# The Independent
The Independent là một nhật báo Anh quốc, xuất bản bởi nhà xuất bản Independent Print Limited thuộc sở hữu của tỉ phú Alexander Lebedev. Được thành lập năm 1986, đây là một trong những nhật báo quốc gia trẻ nhất ở Anh. Phiên bản phát hành hàng ngày của The Independent đã đoạt giải Tờ báo quốc gia của năm (National Newspaper of the Year) tại Giải Báo chí Anh năm 2004. Từng là một tờ báo khổ rộng, nhưng từ năm 2003, The Independent đã chuyển sang xuất bản khổ nhỏ. Đây là một tờ báo được cho là theo khuynh hướng cánh tả, cho dù tờ báo không tự gắn mình với bất cứ đảng phái chính trị nào, các quan điểm đa dạng có thể tìm thấy trên các trang biên tập và bình luận của tờ báo.

## Liên kết
- Website of the newspaper "The Independent"